# بيدرو بيتشاردو
بيدرو بيتشاردو (مواليد 30 يونيو 1993) هو لاعب قفز ثلاثي برتغالي-كوبي المولد،فاز بالميدالية الذهبية في أولمبياد 2020.

## الإنجازات
| السنة       | المنافسة                                   | المكان  | الترتيب | الحدث     | المقياس   |
| مع كوبا     | مع كوبا                                    | مع كوبا | مع كوبا | مع كوبا   | مع كوبا   |
| ----------- | ------------------------------------------ | ------- | ------- | --------- | --------- |
| 2012        | بطولة العالم لألعاب القوى للناشئين 2012    | برشلونة | الأول   | قفز ثلاثي | 16.79 متر |
| 2013        | بطولة العالم لألعاب القوى 2013             | موسكو   | الثاني  | قفز ثلاثي | 17.68 متر |
| 2014        | بطولة العالم لألعاب القوى الداخلية 2014    | سوبوت   | الثالث  | قفز ثلاثي | 17.24 متر |
| 2015        | ألعاب القوى في دورة الألعاب الأمريكية 2015 | تورنتو  | الأول   | قفز ثلاثي | 17.54 متر |
| 2015        | بطولة العالم لألعاب القوى 2015             | بكين    | الثاني  | قفز ثلاثي | 17.73 متر |
| مع البرتغال |                                            |         |         |           |           |
| 2019        | بطولة العالم لألعاب القوى 2019             | الدوحة  | الرابع  | قفز ثلاثي | 17.62 متر |
| 2021        | بطولة أوروبا الداخلية لألعاب القوى 2021    | تورون   | الأول   | قفز ثلاثي | 17.30 متر |
| 2021        | دورة الالعاب الاولمبية الصيفية 2020        | طوكيو   | الأول   | قفز ثلاثي | 17.98 متر |